# Petra Pau
Petra Angelika Pau, née le 9 août 1963 à Berlin-Est, est une femme politique allemande. Membre de Die Linke, elle est députée depuis 1998 et vice-présidente du Bundestag depuis 2006.

## Biographie
Petra Pau naît en 1963 à Berlin-Est. Elle est la fille d'une ouvrière et d'un maçon.
Après ses études secondaires, elle suit un enseignement spécialisé à l'institut central de l'Organisation des pionniers Ernst Thälmann de 1979 à 1983 et obtient un diplôme d'éducatrice et de professeure d'allemand et d'arts plastiques. Elle exerce dans le quartier de Berlin-Prenzlauer Berg. 
En 1983, elle adhère au Parti socialiste unifié d'Allemagne (SED). De 1985 à 1988, elle suit les cours de l'École supérieure du Parti Karl Marx dont elle sort avec un diplôme en sciences sociales (Gesellschaftswissenschaftlerin). Les deux années suivantes, elle travaille au service formation auprès du comité central de la Jeunesse libre allemande (FDJ) et participe à l'élaboration de nouveaux programmes pour la formation des pionniers.
En 1990, elle est élue Parti du socialisme démocratique (PDS) à l'Assemblée des délégués d'arrondissement à Berlin-Hellersdorf et, en 1995, à la Chambre des députés de Berlin. Depuis 1998,  elle siège comme députée au Bundestag et exerce la vice-présidence de cette assemblée depuis 2006.